# حسین‌آباد (خدابنده‌لو)
حسین‌آباد (صحنه)، روستایی از توابع بخش مرکزی شهرستان صحنه در استان کرمانشاه ایران است.

## جمعیت
این روستا در دهستان خدابنده‌لو قرار دارد و براساس سرشماری مرکز آمار ایران در سال ۱۳۸۵، جمعیت آن ۹۸ نفر (۲۴خانوار) بوده‌است.